# 후지타 노조미
후지타 노조미(일본어: 藤田 のぞみ, 1992년 2월 21일 ~ )는 일본의 여자 축구 선수이다.

## 구단 경력
나데시코 리그의 우라와 레즈, 오카야마 유노고 벨, 오르카 가모가와 FC에서 활동했다.

## 국가대표팀 경력
그녀는 2010년 FIFA U-20 여자 월드컵에 참가할 일본 U-20 국가대표팀에 발탁되었으며, 3경기에 출전했다. 2012년 FIFA U-20 여자 월드컵에도 출전, 5경기에 출전 기록했으며 3위에 기여했다.